# والریا فابریتسی
والریا فابریتزی (انگلیسی: Valeria Fabrizi؛ زادهٔ ۲۰ اکتبر ۱۹۳۶) بازیگر و خواننده اهل ایتالیا است.
از فیلم‌هایی که وی در آن نقش داشته‌است، می‌توان به التهاب در حومه شهر، پائولو بارکا، معلم مدرسه و برهنه‌گرای آخر هفته، بانیوماریا، آدوا و دوستان، این دنیای دیوانهٔ دیوانهٔ ترانه، سپاسگزارم… مادربزرگ، نجیب و پاکدامن و زنان زندانی بند ۷ اشاره کرد.